# Volker Meyer-Dabisch

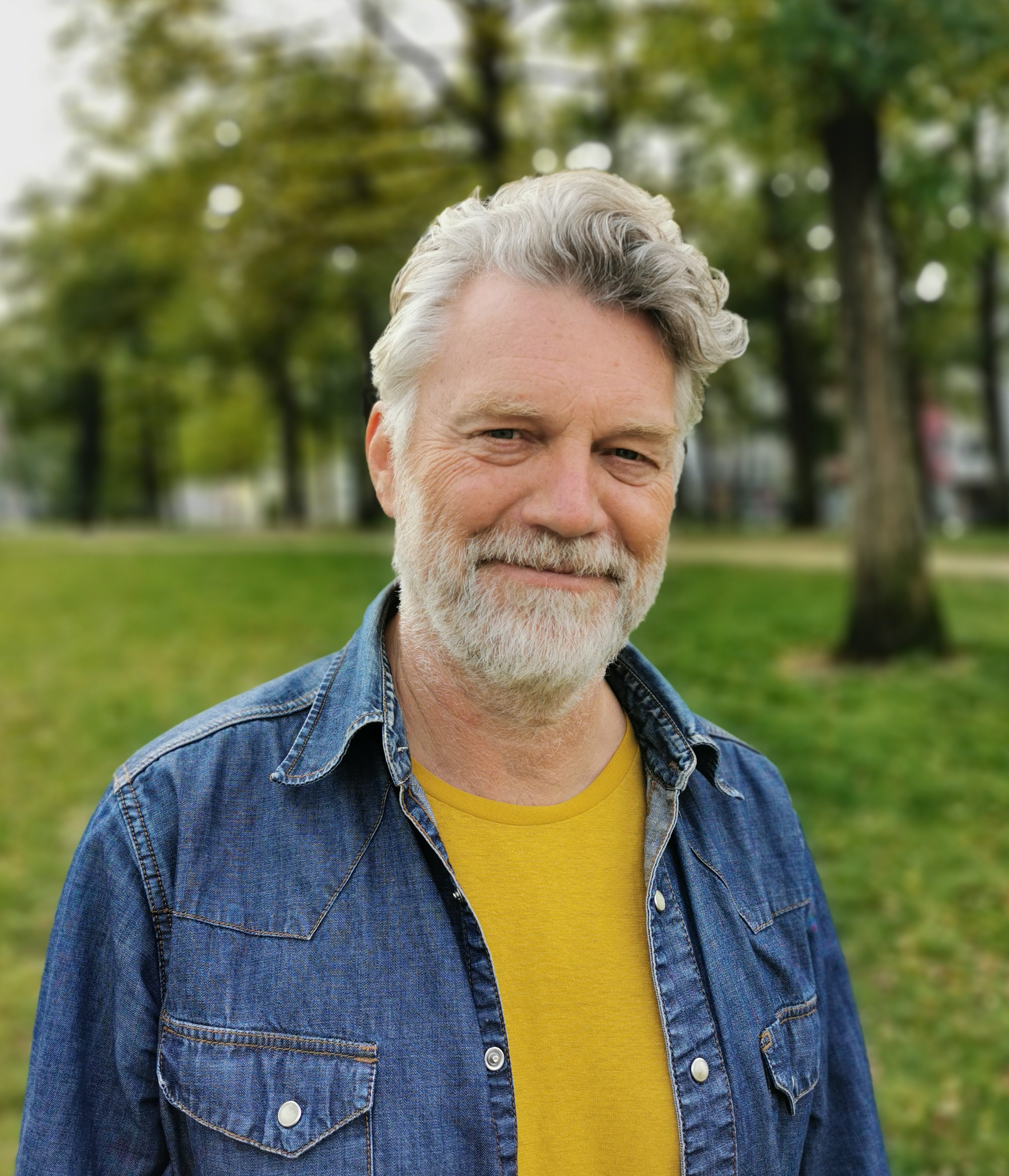
Volker Meyer-Dabisch (2021)

Volker Meyer-Dabisch (* 29. Juni 1962 in Kamen) ist ein deutscher Schauspieler und Regisseur.

## Leben und Karriere
Nachdem Meyer-Dabisch 1981 in Hamm sein Abitur gemacht hatte, absolvierte er in den Jahren 1985–1988 eine Schauspielausbildung in Berlin, an die sich Engagements in Zittau und Schwäbisch Hall anschlossen. Danach arbeitete Meyer-Dabisch im Theater Zerbrochene Fenster, wo er 2003 das Hip-Hop-Stück „36 Street“, die Biografie eines Gangmitglieds der 36 Juniors, Ayhan Sönmez, begleitet von Beatboxer Bee Low und dem türkischen Rapper Fuat, inszenierte. Das Beatbox-Musical „Kohle Kohle“ mit Oktay Özdemir, Hülya Duyar, Aykut Kayacık, Heinrich Rolfing und den Beatboxern der 4xsample crew, Mando, Chlorophil und Wetlipz, über eine Familie, die einen Kohleladen in Kreuzberg betreibt, inszenierte er ebenfalls im Jahr 2003.
Mit der Beatboxmeisterschaft 2007 starteten die Dreharbeiten zu dem Dokumentarfilm Love, Peace & Beatbox, der die Berliner Beatboxszene porträtiert. Love, Peace and Beatbox, uraufgeführt auf der Berlinale 2008, bekam den Preis „Bester Musikfilm“ beim Unerhört Festival in Hamburg, und den Publikumspreis beim Filmfest Lünen.
2010 folgte der Dokumentarfilm „Der Adel vom Görli“ und 2011 „Open Souls“. In seinem Film Der Adel vom Görli porträtiert Meyer-Dabisch das ehemalige Bahngelände Görlitzer Park, ein Naherholungsgebiet für Anwohner und Besucher. Der Film lief in Berlin-Kreuzberg im Kino Moviemento. In Open Souls thematisiert der Regisseur den Umgang mit sogenannten Mischlingskindern.
Neben seiner Tätigkeit als Filmregisseur arbeitet Volker Meyer-Dabisch als Schauspieler in Kino- und Fernsehproduktionen und als Caveman seit 2003, und als Superdaddy seit 2010.
Seit 2012 arbeitet Meyer-Dabisch auch als Radiomoderator bei multicult.fm.
Er lebt in Berlin-Kreuzberg.

## Filmografie (Auswahl)
als Schauspieler
- 1998: Hinter Gittern – Der Frauenknast (Fernsehserie, 2 Folgen)
- 1998: Ein Mord für Quandt (Fernsehserie)
- 1998: Downhill City
- 1999: Wolffs Revier
- 2000: Klinikum Berlin Mitte
- 2000: Auf eigene Gefahr (Fernsehserie)
- 2001: Sturmzeit
- 2003: Frau fährt, Mann schläft
- 2004: Das leise Mädchen
- 2004: Tage aus Nacht
- 2009: Das Haus Anubis
- 2009: SOKO Wismar (Fernsehserie; Folge: Ein Stich ins Herz)
- 2012: Der Nachfolger
- 2013: Frauenherzen
- 2014: In Gefahr: Ein verhängnisvoller Moment
- 2015: In Gefahr: Ein verhängnisvoller Moment
- 2016: SOKO Wismar (Fernsehserie; Folge: Schnee aus Kolumbien)
- 2020: Crews & Gangs
- 2023: Asbest (Fernsehserie)
- 2023: Eine Billion Dollar (Fernsehserie)
- 2024: Neuer Wind im Alten Land: Beke wirbelt auf
- 2024: Neuer Wind im Alten Land: Gestrandet
- 2025: Neuer Wind im Alten Land: Erntezeit
- 2025: Neuer Wind im Alten Land: Stolz und Vorurteil

als Regisseur
- 2002: Kohleladen Özdemir (Dokumentarfilm)
- 2008: Love, Peace & Beatbox (Dokumentarfilm)
- 2010: Der Adel von Görli (Dokumentarfilm)
- 2011: Open Souls (Dokumentarfilm)
- 2014: Von Hohenschönhausen nach Niederschöneweide (Dokumentarfilm)
- 2016: Herkules (Dokumentarfilm)

## Theaterregie
- 2003: 36Street (Biografie eines Jugendlichen aus Kreuzberg)
- 2003: Kohle Kohle (Doku-Musical über einen Kohleladen)
- 2003: Tagträumer (Spreebühne)

Theaterrollen
- 1994–1996: Die Räuber (Freilichtbühne Schwäbisch Hall)
- 1999: Hamlet (Freilichtbühne Schwäbisch Hall)
- 2000: Ein Sommernachtstraum (Freilichtbühne Schwäbisch Hall)
- 2001: Salzwasser (Keller Theater Schwäbisch Hall)
- 2002: Kasimir und Karoline (Freilichtbühne Schwäbisch Hall)
- seit 2003: Caveman
- seit 2009: Superdaddy